# Hooglandpieper
De hooglandpieper (Anthus sylvanus) is een soort zangvogel uit de familie piepers en kwikstaarten van het geslacht Anthus.

## Verspreiding en leefgebied
Deze soort komt voor in Afghanistan, China, Hongkong, India, Nepal en Pakistan.